# Демонг, Билл

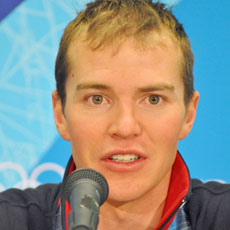
Демонг во время зимних Олимпийских игр 2010 года

Уильям «Билл» Демонг (англ. William "Bill" Demong, род. 29 марта 1980 года в дер. Саранак Лейк, штат Нью-Йорк, США) — американский двоеборец, олимпийский чемпион и чемпион мира. Первый в истории американец, выигравший олимпийское золото в т. н. «северных» лыжных дисциплинах — лыжных гонках, прыжках с трамплина или лыжном двоеборье в 2010 году.
В сезонах 2007/08 и 2008/09 занимал третье место в общем зачёте Кубка мира. Выиграл за карьеру 9 этапов Кубка мира.

## Биография

### Травма в августе 2002 года
В августе 2002 года, находясь в одной из гостиниц Германии, Демонг прыгнул головой вниз в неглубокий бассейн. Ударившись о дно бассейна, он получил тяжёлую черепно-мозговую травму, трещина на черепе прошла от носа к макушке. Одним из последствий травмы стала частичная потеря кратковременной памяти — Демонг не мог запоминать имена новых для него людей, цифры. В качестве восстанавливающей терапии ему было рекомендовано освоить профессию плотника. Демонг пропустил целый сезон, но сумел вернуться в большой спорт.

### Происшествие на чемпионате мира 2009 года
На чемпионате мира 2009 года в Либереце сборная США являлась одним из главных фаворитов на победу в командной гонке: Тодд Лодвик выиграл обе проведённые к тому времени индивидуальные дисциплины, а Демонг выиграл 1 бронзу. Перед самым началом командных прыжков Демонг обнаружил, что потерял свой номер. Поиски не увенчались успехом, и Демонг был дисквалифицирован, из-за чего от сборной США прыгали только трое вместо 4 спортсменов; американцы заняли в итоге последнее, 12-е место. На старт лыжной эстафеты американцы, уступая более 3 минут лидерам, решили не выходить. Демонг же через некоторое время после дисквалификации нашёл свой номер — он оказался в «ноге» его прыжкового комбинезона: Билл положил его в нагрудный карман для того, чтобы номер не промок, а тот случайно выпал из него, приклеившись внутри комбинезона. Через 2 дня Демонг выиграл золото чемпионата мира в индивидуальной гонке на 10 км после прыжка с большого трамплина.

### Зимние Олимпийские игры 2010
После церемонии награждения призёров на дистанции 10 км (большой трамплин) на Олимпийских играх в Ванкувере Демонг сделал предложение своей девушке Кэти Кочински, бывшей скелетонистке. Кэти приняла предложение. Кроме того, Демонг был выбран знаменосцем сборной США на церемонии закрытия Олимпийских игр в Ванкувере.

## Интересные факты
- Демонг является близким другом двух других американских двоеборцев — Тодда Лодвика и Джонни Спиллейна. Сами себя они называют «бандой братьев» (англ. Band of brothers)
- После того как Демонг оправился от своей травмы, полученной при нырянии в бассейн, он сделал себе татуировку со знаком No diving (рус. Нырять запрещено)[6]
- Летом Демонг, как и некоторые другие лыжники и двоеборцы, выступает за полупрофессиональные велокоманды в Европе и США